# Prințesa Louise de Saxa-Gotha-Altenburg (1756–1808)
Prințesa Louise de Saxa-Gotha-Altenburg, germană Luise, Prinzessin von Sachsen-Gotha-Altenburg (9 martie 1756 - 1 ianuarie 1808), a fost membră a Casei de Saxa-Gotha-Altenburg și Prințesă de Saxa-Gotha-Altenburg prin naștere. Prin căsătoria cu Friedrich Franz I, Mare Duce de Mecklenburg-Schwerin, Louise a devenit și membră a Casei de Mecklenburg și Ducesă consort de Mecklenburg-Schwerin de la 24 aprilie 1785 până la 1 ianuarie 1808.

## Căsătorie și copii
La 1 iunie 1775 la Gotha, Louise s-a căsătorit cu Friedrich Franz I, Mare Duce de Mecklenburg-Schwerin, singurul fiu al Ducelui Louis de Mecklenburg-Schwerin. Louise și Friedrich Franz au avut șase copii::
- Friedrich Ludwig (13 iunie 1778 – 29 noiembrie 1819). S-a căsătorit cu Marea Ducesă Elena Pavlovna a Rusiei, fiică a Țarului Pavel I al Rusiei și a Țarinei Sophie Dorothea de Württemberg. Ei au fost părinții lui Paul Friedrich, Mare Duce de Mecklenburg-Schwerin. Fiul cel mare al lui Paul Friedrich a fost Frederic Francisc al II-lea, Mare Duce de Mecklenburg (1823–1883), care a devenit Mare Duce în 1842. Fiul cel mic al lui Frederic Francisc a fost Heinrich (1876–1934), care s-a căsătorit în 1901 cu regina Wilhelmina a Țărilor de Jos. Nepoata lui cea mare, Beatrix, este actualul monarh al Țărilor de Jos.
- Louise Charlotte (19 noiembrie 1779 – 4 ianuarie 1801). Căsătorită cu Emil Leopold August, Duce de Saxa-Gotha-Altenburg. Ei au fost părinții lui Louise de Saxa-Gotha-Altenburg, mama  Prințului Consort Albert, și deci strămoașa familiei regale britanice.
- Gustav Wilhelm (31 ianuarie 1781 – 10 ianuarie 1851).
- Karl (2 iulie 1782 – 22 mai 1833).
- Charlotte Frederica (4 decembrie 1784 – 13 iulie 1840). Căsătorită cu Christian al VIII-lea al Danemarcei. Ei au fost părinții regelui Frederic al VII-lea al Danemarcei.
- Adolf (18 decembrie 1785 – 8 mai 1821).